# Wóz na siano (obraz Johna Constable’a)
Wóz na siano (ang. The Hay Wain) – obraz autorstwa Johna Constable’a, ukończony w 1821. Obecnie znajduje się w National Gallery w Londynie. W polskiej literaturze przedmiotu spotyka się też inne warianty tytułu – Wóz z sianem (chociaż na przedstawionym na obrazie wozie nie ma siana) lub Bród.

## Opis
Obraz przedstawia okolice Flatford Mill, młyna będącego własnością ojca Constable’a, położonego nad rzeką Stour, w hrabstwie Suffolk. Budynek na obrazie to istniejący do dziś dom sąsiada Constable’a – Willy’ego Lotta. Na pierwszym planie widać psa; chociaż jest on stosunkowo niewielki stanowi ważny element kompozycji – prowadzi oko widza do głównego motywu obrazu, wozu stojącego w wodzie, zaprzężonego w dwójkę czarnych koni. W oddali widać słabo widocznych ludzi pracujących przy sianie, zapewne tam jedzie wóz. Znaczne partie obrazu zajmują drzewa i wysokie kłębiaste chmury stanowiące charakterystyczną cechę tego regionu. Powstają one na skutek bliskości ujścia rzeki Stour.
Obraz powstawał przez kilka lat, artysta wykonał najpierw w plenerze wiele małych szkiców, a potem duży szkic wielkości przyszłego obrazu, na którym opracował kompozycję dzieła. Obraz miał być próbą stworzenia nowego tematu malarskiego, podniesieniem pejzażu do godności sztuki poważnej.

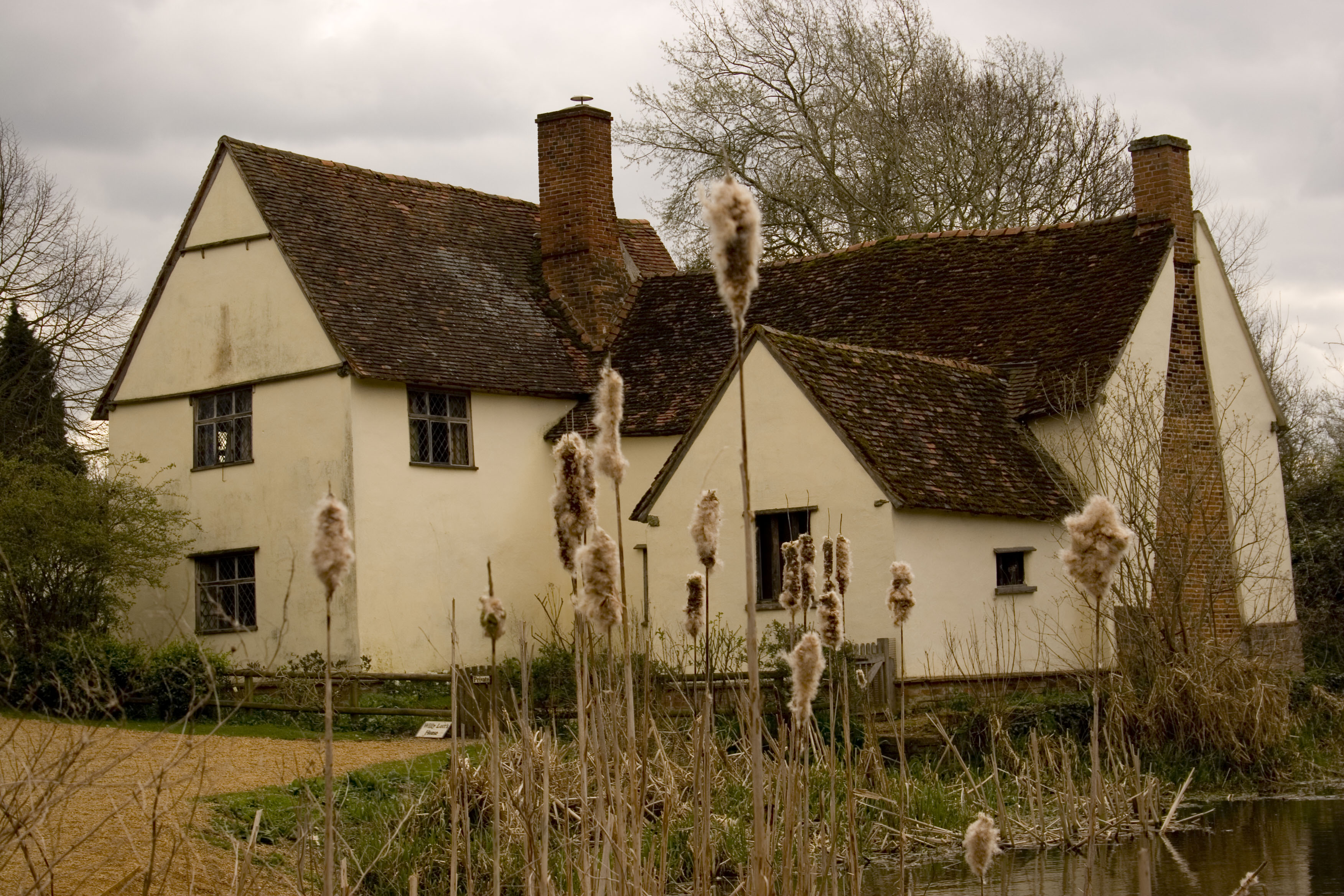
Współczesne zdjęcie domu Willy’ego Lotta

Obraz uznawany jest za jedno z najlepszych dzieł brytyjskiego malarstwa, jednakże kiedy w 1821 został wystawiony w Royal Academy, nie znalazł nabywcy. Dopiero później został kupiony przez Johna Arrowsmitha i w 1824 wystawiony na Salonie w Paryżu, gdzie zdobył złoty medal. Obraz był również wysławiany przez Théodore Géricault i stał się inspiracją dla nowego pokolenia francuskich malarzy, do których należał m.in. Eugène Delacroix.
W 1886 dzieło zostało podarowane National Gallery w Londynie przez ówczesnego właściciela, Henry’ego Vaughana.